# Ma Ying-jeou
Ma Ying-jeou (wym. [mɑ̀ íŋtɕjòʊ]; chiń. upr. 马英九; chiń. trad. 馬英九; pinyin Mǎ Yīngjiǔ; pe̍h-ōe-jī Má Eng-kiú; ur. 13 lipca 1950 w Hongkongu) – polityk Republiki Chińskiej, minister sprawiedliwości w latach 1993–1996, burmistrz Tajpej w latach 1998–2006, przewodniczący Kuomintangu od 2005 do 2007 i ponownie od 2009 do 2014, prezydent państwa w latach 2008–2016.

## Życiorys

### Edukacja
Ma urodził się w 1950 w Hongkongu w Koulun, wówczas brytyjskim terytorium zamorskim. Kiedy miał rok, jego rodzina przeniosła się na Tajwan. W 1972 ukończył prawo na Narodowym Uniwersytecie Tajwańskim. Naukę kontynuował w USA na Uniwersytecie Nowojorskim oraz Uniwersytecie Harvarda. W 1981 powrócił na Tajwan, gdzie kontynuował pracę naukową.

### Początki kariery politycznej
Ma Ying-jeou rozpoczął pracę w pałacu prezydenckim za kadencji prezydenta Chiang Ching-kuo, zostając początkowo jego osobistym tłumaczem. Następnie Ma awansował na stanowisko szefa Departamentu Badań i Rozwoju w Yuanie Wykonawczym (rządzie), zostając w wieku 38 lat najmłodszym członkiem gabinetu.
Od 1984 do 1988 był zastępcą sekretarza generalnego Kuomintangu (KMT). W 1993 prezydent Lee Teng-hui mianował go ministrem sprawiedliwości. Jako minister sprawiedliwości, Ma sprzeciwił się zniesieniu artykułu 100 prawa karnego, pozwalającego na zatrzymywanie dysydentów przed zniesieniem stanu wojennego w 1987. Sprzeciwił się także reformie wprowadzającej bezpośredni wybór prezydenta Republiki Chińskiej. Poprzez swoje działanie zyskał w niektórych kręgach opinię przeciwnika pełnej demokracji. W czasie urzędowania jako minister, Ma walczył szczególnie mocno ze zjawiskiem korupcji, określanym na Tajwanie jako czarne złoto (pieniądze uzyskiwane dzięki czarnym, brudnym metodom). Urząd ministra przestał pełnić w 1996. Powrócił wówczas do działalności akademickiej i naukowej.

### Burmistrz Tajpej

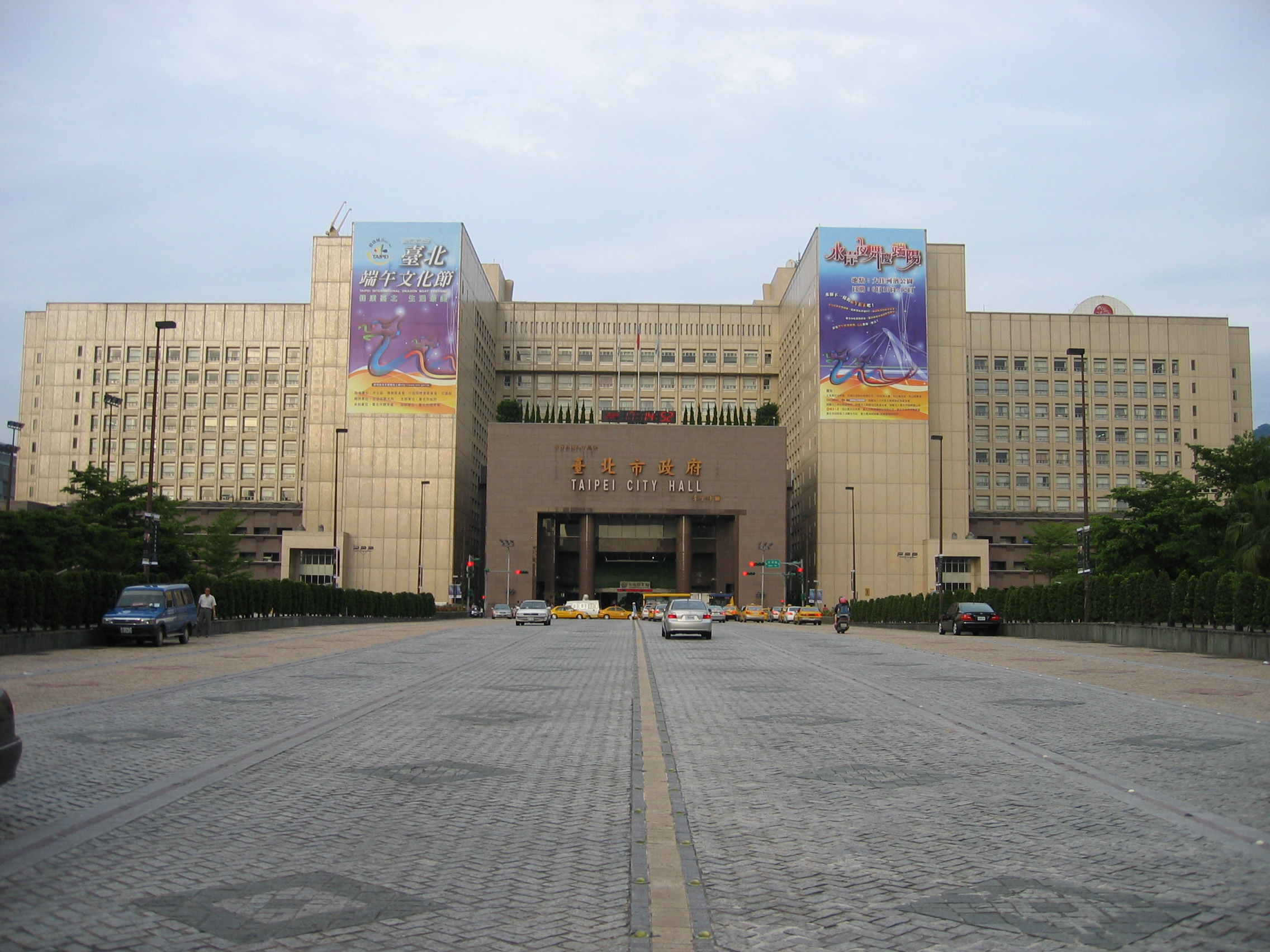
Ratusz w Tajpej, siedziba burmistrza

Ma Ying-jeou 25 grudnia 1998 został burmistrzem Tajpej, pokonując w wyborach rywala z Demokratycznej Partii Postępowej, Chen Shui-biana, który ubiegał się o reelekcję.
W grudniu 2002 ponownie wygrał wybory burmistrza Tajpej zdobywając 64% głosów. Za jego rządów w mieście w 2003 wybuchła epidemia SARS, a w 2004 miała miejsce poważna powódź. Burmistrzem stolicy Ma pozostał do 25 grudnia 2006.

### Przewodniczący Kuomintangu
Pozycja Ma Ying-jeou wewnątrz Kuomintangu wzrosła po przegranej dotychczasowego przewodniczącego Lien Chana w wyborach prezydenckich w 2004. Ma był wówczas postrzegany jako jego naturalny sukcesor. W kwietniu 2005 Ma ogłosił swój udział w wyborach przewodniczącego partii. 16 lipca 2005 na kongresie Kuomintangu pokonał swego rywala, Wanga Jin-pynga zdobywając 72% głosów poparcia.
Kuomintang pod jego przywództwem odniósł przytłaczające zwycięstwo w wyborach lokalnych w grudniu 2005.
13 lutego 2007 Ma został oskarżony przez prokuraturę o defraudację prawie 340 tys. USD, zapisanych jako wydatki specjalne w okresie, kiedy był burmistrzem Tajpej. Prokuratura zarzuciła mu użycie państwowych funduszy w celach prywatnych, takich jak na przykład pokrycie kosztów studiów zagranicznych córki czy bieżące wydatki domowe. W tym samym dniu zrezygnował ze stanowiska przewodniczącego partii, zaprzeczając jednocześnie wszelkim zarzutom i deklarując swoją niewinność. Tłumaczył, iż specjalne fundusze były częścią jego wynagrodzenia, jednak zostały wydane wyłącznie na cele publiczne i charytatywne. 14 sierpnia 2007 urząd skarbowy uznał, iż Ma jest niewinny i oczyścił jego osobę spod wszystkich zarzutów.

### Prezydent

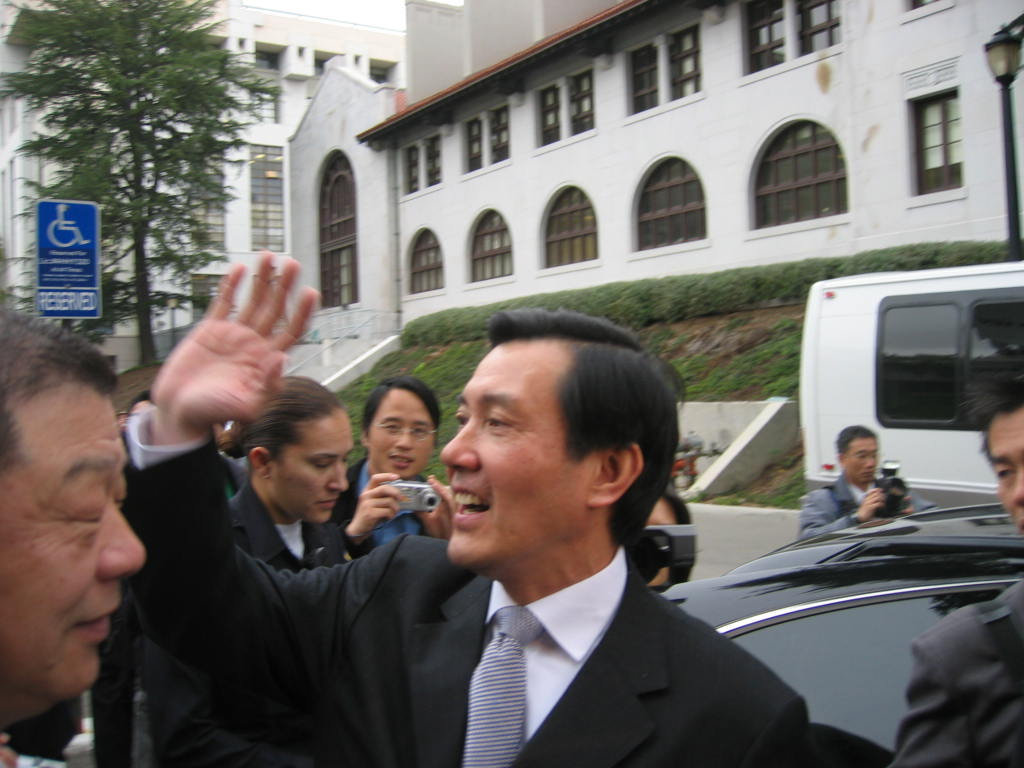
Ma podczas wizyty na Uniwersytecie w Berkeley w USA, marzec 2006

13 lutego 2007 wraz z rezygnacją ze stanowiska szefa Kuomintangu, Ma zadeklarował zamiar startu w wyborach prezydenckich 22 marca 2008. Oficjalnie swoją kandydaturę zgłosił 2 maja 2007. 23 czerwca 2007 w czasie kongresu partii został oficjalnie mianowany kandydatem Kuomintangu.
22 marca 2008 został wybrany nowym prezydentem Republiki Chińskiej, zdobywając 58,45% głosów; 20 maja 2008 oficjalnie objął stanowisko prezydenta. Zarówno w trakcie kampanii prezydenckiej, jak i w przemówieniu inauguracyjnym proponował przywrócenie dialogu z Chińską Republiką Ludową, jednocześnie zastrzegając niemożliwość zjednoczenia Chin w obecnych warunkach.
12 sierpnia 2008 Ma Ying-jeou udał się w pierwszą swoją podróż zagraniczną, odwiedzając trzy państwa w Ameryce Łacińskiej. Celem podróży był udział w inauguracji prezydentury Fernanda Lugo w Paragwaju, Leonela Fernándeza w Dominikanie oraz spotkanie z prezydentem Martinem Torríjosem w Panamie. Ma zatrzymał się także w Los Angeles i w San Francisco w USA.
11 sierpnia 2008 między Tajwanem a Chinami uruchomiono pierwsze w historii bezpośrednie połączenie lotnicze.
W wyborach prezydenckich w 2012 roku ubiegał się z powodzeniem o reelekcję, pokonując kandydatkę Demokratycznej Partii Postępowej Tsai Ing-wen. 3 grudnia 2014 roku, w związku z porażką Kuomintangu w wyborach samorządowych, zrezygnował z funkcji przewodniczącego partii. W listopadzie 2015 roku podczas wizyty w Singapurze jako pierwszy w historii przywódca Tajwanu spotkał się z przewodniczącym ChRL Xi Jinpingiem.

## Życie prywatne
Ma Ying-jeou jest żonaty, ma dwie córki. Przez ponad 30 lat był gorliwym biegaczem, przez 6 pływakiem, przez 3 uprawiał triatlon. Wiele razy deklarował swoją pasję do literatury i muzyki, jest fanem azjatyckiej aktorki i piosenkarki Faye Wong. Ma jest również regularnym dawcą krwi (ponad 160 razy) i członkiem wielu organizacji charytatywnych. Mówi po mandaryńsku, angielsku oraz tajwańsku.